# Omphale stigma
Omphale stigma är en stekelart som beskrevs av Goureau 1851. Omphale stigma ingår i släktet Omphale och familjen finglanssteklar.
Artens utbredningsområde är Frankrike. Inga underarter finns listade i Catalogue of Life.